# Liste der Fahnenträger der südvietnamesischen Mannschaften bei Olympischen Spielen
Die Liste der Fahnenträger der südvietnamnesischen Mannschaften bei Olympischen Spielen listet chronologisch alle Fahnenträger südvietnamnesischer Mannschaften bei den Eröffnungsfeiern Olympischer Spiele auf.

## Liste der Fahnenträger
| Mannschaft           | Veranstaltung | Fahnenträger (EF) | Fahnenträger (AF) |
| -------------------- | ------------- | ----------------- | ----------------- |
| 1952 in Helsinki     | Sommerspiele  |                   |                   |
| 1956 in Melbourne    | Sommerspiele  |                   |                   |
| 1960 in Rom          | Sommerspiele  |                   |                   |
| 1964 in Tokio        | Sommerspiele  |                   |                   |
| 1968 in Mexiko-Stadt | Sommerspiele  |                   |                   |
| 1972 in München      | Sommerspiele  | Hồ Minh Thu       |                   |

Anmerkung: (EF) = Eröffnungsfeier, (AF) = Abschlussfeier

## Statistik
| Rang    | Sportart | EF | AF | ∑ |
| ------- | -------- | -- | -- | - |
| 1       | Schießen | 1  | 0  | 1 |
| Gesamt: | Gesamt:  | 1  | 0  | 1 |

| Rang            | Sportart | EF | AF | ∑ |
| --------------- | -------- | -- | -- | - |
| keine Teilnahme |          |    |    |   |
| Gesamt:         | Gesamt:  | 0  | 0  | 0 |

| Rang    | Sportart | EF | AF | ∑ |
| ------- | -------- | -- | -- | - |
| 1       | Schießen | 1  | 0  | 1 |
| Gesamt: | Gesamt:  | 1  | 0  | 1 |